# Salix saxatilis
Salix saxatilis là một loài thực vật có hoa trong họ Liễu. Loài này được Turcz. ex Ledeb. miêu tả khoa học đầu tiên.